# Quận Warren, Indiana
Quận Warren là một quận thuộc tiểu bang Indiana, Hoa Kỳ.
Quận này được đặt tên theo. Theo điều tra dân số của Cục điều tra dân số Hoa Kỳ năm 2000, quận có dân số người. Quận lỵ đóng ở Williamsport.
According to the 2000 census, the county was home to 8,419 people in 3,219 households; the 2010 population was 8,508. It is one of the most rural counties in the state, with the third-smallest population and the lowest population density at about 23 inhabitants per square mile (8.9/km²). Quận có 4 thị trấn hợp nhất với tổng dân số khoảng 3.100 người, cũng như một số cộgn đồng nhỏ không hợp nhất khác. Quận được chia thành 12 township..
Phần lớn đất trong quận là đấtnông nghi ệp, đặc biệt là thảo nguyên mở trong phần phía bắc và tây, đất nông nghiệp của quận là một trong những sản xuất trong tiểu bang  gần sông dọc theo biên giới phía đông nam, đất có nhiều đồi, thung lũng và suối nhánh và rất nhiều cây cối rậm rạp. Nông nghiệp, sản xuất, chính phủ, giáo dục và chăm sóc y tế cung cấp một phần đáng kể công ăn việc làm trong quận. Bốn con đường bộ bang Indiana chạy qua quận, ngoài ra hai tuyến xa lộ liên bang và một đường xe lửa lớn cũng chạy qua quận 

## Địa lý
Theo Cục điều tra dân số Hoa Kỳ, quận có diện tích km2, trong đó có km2 là diện tích mặt nước.